# Las Liebres, Zapotlanejo
Las Liebres är en ort i Mexiko.   Den ligger i kommunen Zapotlanejo och delstaten Jalisco, i den centrala delen av landet, 400 km väster om huvudstaden Mexico City. Las Liebres ligger 1 471 meter över havet och antalet invånare är 312.
Terrängen runt Las Liebres är kuperad åt nordväst, men åt sydost är den platt. Runt Las Liebres är det ganska tätbefolkat, med 96 invånare per kvadratkilometer. Närmaste större samhälle är Tlaquepaque, 17,5 km väster om Las Liebres. I omgivningarna runt Las Liebres växer huvudsakligen savannskog.